# Cynips
I cìnipi (Cynips Linnaeus, 1758) sono un genere di insetti imenotteri apocriti della famiglia Cynipidae. 

## Etimologia
Il nome deriva dal latino scientifico Cynips, a sua volta dal tardo latino ciniphes (variante di sciniphes), termine che designava un tipo di moscerino; la radice è il greco antico κνίψ (knips) o σκνίψ (sknips), correlato a σκνιπτειν (skníptein, "pungo"). Un nome comune desueto con cui vengono chiamati gli appartenenti a questo genere è "gallivespa".

## Descrizione
Le antenne sono composte da 13-15 articoli dritti e generalmente filiformi; labbra e mascelle sono ben distinte, con palpi molto corti; le ali superiori mostrano una celletta radiale e tre cubitali, mentre le inferiori sono prive di nervature.
Come gli altri generi della famiglia dei Cinipidi, i cinipi hanno l'abitudine di depositare le loro uova nel tessuto vegetale, causando la formazione di galle. 

## Tassonomia
Il genere Cynips venne creato da Linneo nel 1758; nel 1764, Étienne Louis Geoffroy classificò i cinipi nel genere Diplolepis, mettendo nel genere Cynips gran parte di quegli imenotteri che Linneo aveva classificato come "Ichneumones minuti" (la gran parte dei quali oggi rientra nella famiglia dei calcididi); i cinipi ritornarono allo stato pensato da Linneo nel Systema entomologiae di Fabricius, il quale inserì però nel genere anche i calcididi più piccoli; confusioni simili vennero portate avanti da vari autori fino al 1825, quando furono risolte da Latreille.

### Specie
Il genere comprende le seguenti specie:
- Cynips agama Hartig, 1841
- Cynips cornifex Hartig, 1840
- Cynips disticha Hartig, 1841
- Cynips divisa Hartig, 1840
- Cynips fusca (Fourcroy, 1785)
- Cynips longiventris Hartig, 1840
- Cynips quercus (Fourcroy, 1785)
- Cynips quercusfolii Linnaeus, 1758
- Cynips schlechtendali (Kieffer, 1901)